# سیارک ۶۸۷

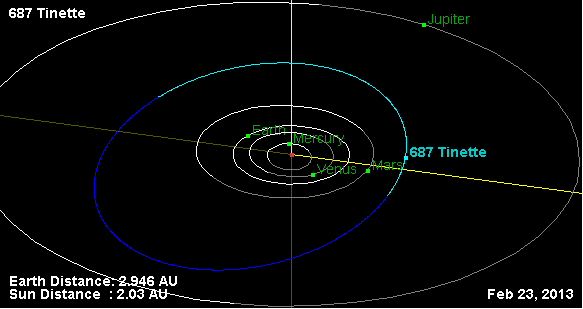
نمایی از محل قرارگیری سیارک ۶۸۷ در مدار - ۲۰۱۳

سیارک ۶۸۷ (به انگلیسی: 687 Tinette، نامگذاری:1909HG) ششصد و هشتاد و هفتمین سیارک کشف شده‌است که در ۱۶ اوت ۱۹۰۹ و در وین کشف شد.
قدر مطلق سیارک برابر ۱۱٫۷۱ است.